# المسجد الأبيض (بلغار)

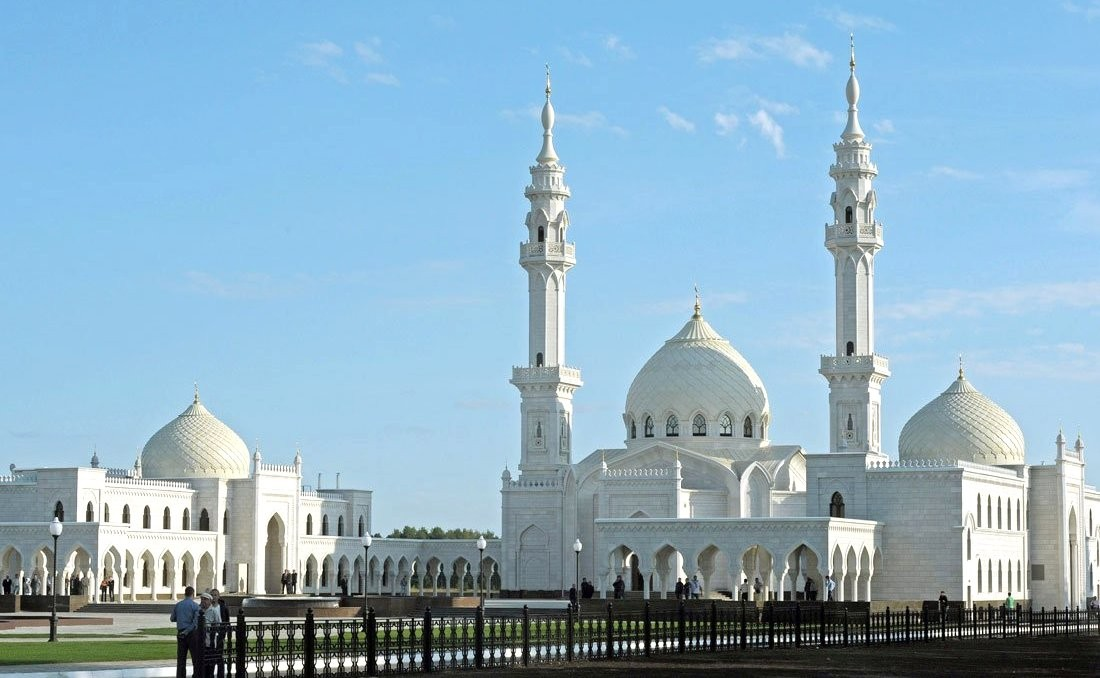
المسجد الأبيض في بلغار

المسجد الأبيض (بالروسية: Белая мечеть)‏ هو مسجد معاصر في مدينة بولجار في جمهورية تتارستان.

## التاريخ
من عام 2010 بمبادرة من أول رئيس لجمهورية تتارستان منتيمير شايمييف بدأت أعمال واسعة النطاق للحفاظ على أبنية التتار وترميمها وتطويرها المعماري في بولجار وسفيجسك.
بُني المسجد الأبيض بنمط مماثل لمسجد قول شريف في قازان، ولكنه أصغر حجما.